# The Black Dahlia Murder
The Black Dahlia Murder (conocida de forma abreviada como TBDM) es una banda de death metal melódico originaria de Waterford, Míchigan en los Estados Unidos. El nombre proviene del caso del asesinato de Elizabeth Short, conocida como la Dalia Negra (Black Dahlia).

## Biografía
La banda tocó en el Ozzfest 2005 y también participó en la gira Sounds of the Underground de 2006, que abarca tanto los Estados Unidos y Canadá, y además tocó en Wacken Open Air el 2007. El año 2014 hizo lo propio en la edición del Hellfest actuando en el escenario Altar.
El bajista Bart Williams dejó su antigua banda de Detroit, Today I Wait, para unirse a la gira de The Black Dahlia Murder. Después de haber hecho gira con Throwndown, en su gira europea, se unió al grupo a tiempo completo. Bart fue uno de los dos creadores (el otro es de Walls of Jericho, Mike Hasty) del primer álbum de larga duración, Unhallowed.
El segundo álbum de la banda Miasma alcanzó el n.º 118 en el Billboard. Después de viajar con el álbum Miasma, el baterista Zach Gibson dejó la banda y se unió Pierre Langlois. Zach Gibson pasó a unirse al grupo Abigail Williams. Recientemente, Pierre Langlois dejó la banda por un estilo de vida más "sano", y la banda ha terminado su búsqueda de un reemplazo y encuentra el exbaterista de All That Remains, Shannon Lucas.
Su álbum, Nocturnal, fue lanzado el 18 de septiembre de 2007. El álbum debutó en el n.º 72 en el Billboard.
The Black Dahlia Murder ha anunciado en su "MySpace" que iban a EE. UU. en una gira con Cannibal Corpse para promover su nuevo álbum Nocturnal y celebrar los 25 años que ha estado Metal Blade Records en el negocio. Fueron acompañados por The Red Chord, Aeon, The Absence y Goatwhore.
En enero y febrero de 2008, la banda se embarcó en un tour en EE. UU con 3 Inches of Blood, Hate Eternal, y Decrepit Birth, seguido por otro lado de Brain Drill y Animosity. También estuvieron en Hot Topic's "Summer Slaughter Tour" con Kataklysm, Cryptopsy, Vader, Whitechapel, y Despised Icon.
Recientemente el guitarrista John Kempainen abandono la banda por motivos personales.
En mayo de 2009 lanzó su segundo DVD The Majesty.
El 15 de septiembre salió a la venta su cuarto álbum de estudio "Deflorate" del cual su primer sencillo fue "Necrópolis" con el cual fue anexado el nuevo DVD de la banda "Going Places".
El 21 de junio de 2011 la banda sacó su quinto álbum de estudio llamado "RITUAL" quien en su primera semana vendió 12,960 copias poniendo a la banda en el puesto #31 en el Billboard 200. El álbum fue producido por Mark Lewis, quien también había producido el álbum Deflorate en el año 2009.
El año 2011 se presentó con Cannibal Corpse y Suicide Silence en una gira latinoamericana incluyendo países como Ecuador, Brasil, Argentina, Chile, Colombia, Venezuela y México, pero el bajista Bart Williams no se presentó en la gira, abandonando la banda y siendo reemplazado por Max Lavelle (Despised Icon R.I.P)
El año 2015 la banda anunció la publicación de su sexto álbum de estudio llamado "Abysmal", que fue lanzado el 18 de septiembre de 2015. El 25 de junio de 2015, la banda hizo público el sencillo "Vlad, Son of The Dragon".
El 11 de mayo de 2022, el vocalista Trevor Strnad murió a los 41 años. El 14 de septiembre de 2022, The Black Dahlia Murder anunció un concierto tributo a Trevor Strnad el 28 de octubre en Saint Andrew's Hall en Detroit, Míchigan, con Darkest Hour y Plague Years cómo bandas de apoyo. También se anunció que Brian Eschbach dejará su rol como guitartista rítmico y asumirá el cargo de vocalista principal, tal como afirmó  en una entrevista con Decibel Magazine; "Sé que Trevor querría que está banda continuará si yo fuera por un camino profundo, oscuro y no estuviera aquí". Ryan Knight (quien fue miembro de la banda entre 2009 y 2016) remplazará a Brian Eschbach como el nuevo guitarrista rítmico.

## Estilo musical e influencias
El sonido de la banda, es acompañado de grandes tiempos e intensos golpes abrumadores en la batería (remates), además de una técnica de guitarra que es a la vez rítmica, ya que el vocalista tiende a utilizar tanto voces guturales (death growls) propios del death metal y gritos agudos (shreaks) propios del black metal.
The Black Dahlia Murder siempre ha sido catalogada como una banda de death metal melódico.
Mientras que la influencia del metalcore fue prominente durante sus primeros años, fue abandonada durante el segundo álbum de la banda Miasma. Las influencias de la banda incluye bandas como Carcass, At the Gates, Darkane, Dissection, Darkthrone, Morbid Angel, Cannibal Corpse, The Haunted, In Flames, Dimension Zero, Iron Maiden, Judas Priest, Metallica, Pantera, Slayer y Megadeth.

## Miembros

### Actuales
- Brian Eschbach – voz (2022–presente), guitarra rítmica, segunda voz (2001–2022)
- Ryan Knight – guitarra rítmica (2022–presente), guitarra líder (2009–2016)
- Max Lavelle – bajo (2012–presente)
- Alan Cassidy – batería (2012–presente)
- Brandon Ellis – guitarra líder, segunda voz (2016–presente)

### Anteriores
- Brandon Ellis – guitarra líder, segunda voz (2016–2025)
- Trevor Strnad – voz (2001–2022; fallecido en 2022)
- John Deering – guitarra líder (2001–2002)
- Mike Schepman – bajo (2001)
- Cory Grady – batería (2001–2004)
- Sean Gauvreau – bajo (2001–2002)
- John Kempainen – guitarra líder (2002–2008)
- David Lock – bajo (2002–2005)
- Ryan "Bart" Williams – bajo (2005–2012)
- Zach Gibson – batería (2005)
- Pierre Langlois – batería (2006)
- Shannon Lucas – batería (2007–2012)

## Discografía

### Demos y EP
- What a Horrible Night to Have a Curse − Demo (2001)
- A Cold-Blooded Epitaph − EP (2002)
- Demo 2002 - Demo (2002)
- " Demo 2014 Grind em all"

### Álbumes de estudio
- Unhallowed (2002)
- Miasma (2004)
- Nocturnal (2007)
- Deflorate (2009)
- Ritual (2011)
- Everblack (2013)
- Abysmal (2015)
- Nightbringers (2017)
- Verminous (2020)

### Sencillos
- "Contagion"
- "Funeral Thirst"
- "A Vulgar Picture"
- "Miasma"
- "Statutory Ape"
- "What a Horrible Night to Have a Curse"
- "Everything Went Black"
- "Nocturnal"
- "Deathmask Divine"
- "Necropolis"
- "Christ Deformed"
- "Moonlight Equilibrium"
- "Into The Everblack"
- "Vlad, Son of The Dragon"

### Recopilatorios con otros artistas
- "I've Heard It Before" Black on Black: A Tribute to Black Flag